# Claudio Báez
Claudio Báez (Guadalajara, Jalisco; 23 de marzo de 1948 - Cuernavaca, Morelos; 19 de noviembre de 2017)fue un actor mexicano. Estuvo casado con la actriz Isaura Espinoza aunque el matrimonio terminó en divorcio.

## Filmografía

### Telenovelas
- Despertar contigo (2016 - 2017) — "El Coronel".
- Muchacha italiana viene a casarse (2014 - 2015) — Máximo Ángeles.
- La gata (2014) — Ernesto Cantú.
- Un refugio para el amor (2012) — Señor Lastra. Villano.
- Soy tu dueña (2010) — Óscar Ampudia.
- Locas de amor (2009) — Ingeniero.
- Mi pecado (2009) — Licenciado Luciano Ordorica.
- Al diablo con los guapos (2007 - 2008) — Francois.
- Amor sin maquillaje (2007) — Él mismo.
- Mundo de fieras (2006 - 2007) — Federico Velásquez.
- Mujer de madera (2004 - 2005) — Benjamín Gómez. Villano.
- Bajo la misma piel (2003 - 2004) — Licenciado Ramón Gutiérrez.
- ¡Vivan los niños! (2002 - 2003) — Evaristo Leal.
- La intrusa (2001) — Alirio de Jesús Roldán.   Villano.
- Mujer bonita (2001) — Doctor Somoza.
- Cuento de Navidad (1999 - 2000) — Felipe.
- Por tu amor (1999) — Luciano Higueras. Villano.
- Nunca te olvidaré (1999) — Comandante Patiño.
- El privilegio de amar (1998 - 1999) — Cristóbal.
- El secreto de Alejandra (1997 - 1998) — Doctor Núñez.
- Tú y yo (1996 - 1997) — Roberto Álvarez Albarrán. Villano.
- El premio mayor (1995 - 1996) — Sergio Domenzain. Villano.
- Dos mujeres, un camino (1993 - 1994) — Enrique Iliades. Villano.
- Triángulo (1992) — Augusto.
- Carrusel de las Américas (1992) — Federico.
- La pícara soñadora (1991) — Jaime Pérez.
- En carne propia (1990 - 1991) — Padre Gerardo Serret.
- Simplemente María (1989 - 1990) — Gustavo del Villar.
- Mi segunda madre (1989) — Gerardo Peña.
- Lo blanco y lo negro (1989).
- Rosa salvaje (1987 - 1988) — Licenciado Federico Robles. Villano.
- Martín Garatuza (1986) - Pedro de Mejía. Villano.
- Vivir un poco (1985 - 1986) — Armando Fontes. Villano.
- Los años felices (1984 - 1985) — Gabriel.
- Guadalupe (1984).
- Cuando los hijos se van (1983) — Jorge Guerra.

### Cine
- Una estrella (1988).
- Contrato con la muerte (1985).
- Playa prohibida (1985) — Sergio.